# Hospital Clínic (metrostation)
Hospital Clínic is een metrostation van de Metro van Barcelona en is vernoemd naar het Hospital Clínic i Provincial de Barcelona, dat in de nabijheid van het station ligt, in het district Eixample. Het wordt aangedaan door lijn 5.
Dit station, dat in 1969 geopend is, toen het eerste deel van lijn 5 tussen Diagonal en Collblanc geopend is, maakt deel uit van het centrale deel van L5. Het ligt onder Carrer Rosselló tussen Carrer del Comte d'Urgell en Carrer de Villarroel. Boven beide uiteinden van het station liggen toegangshallen, die beide voorzien zijn van een barretje, en in een van beide is er daarnaast een winkeltje. Het station zelf bestaat uit twee zijperrons van elk 94 meter lang. 